# Кащеев, Михаил Александрович
Михаил Александрович Кащеев (1921—1982) — полковник Советской армии, участник Великой Отечественной войны, Герой Советского Союза (1943).

## Биография

Могила Кащеева на Восточном кладбище Минска.

Михаил Кащеев родился 21 октября 1921 года в Воронеже. Окончил среднюю школу и первый курс Воронежского государственного университета. В октябре 1939 года Кащеев был призван на службу в Рабоче-крестьянскую Красную Армию. В составе советских войск входил в Иран в августе 1941 года. С сентября того же года — на фронтах Великой Отечественной войны. Принимал участие в боях на Юго-Западном, Сталинградском, Центральном, 1-м Украинском фронтах. Участвовал в Сталинградской и Курской битвах, Белгородско-Харьковской операции. В боях три раза был легко ранен. К октябрю 1943 года гвардии старший лейтенант Михаил Кащеев командовал батареей 200-го гвардейского лёгкого артиллерийского полка 3-й гвардейской лёгкой артиллерийской бригады 1-й гвардейской артиллерийской дивизии прорыва 60-й армии Центрального фронта. Отличился во время битвы за Днепр.
2 октября 1943 года батарея Кащеева переправилась через Днепр в районе села Губин Чернобыльского района Киевской области Украинской ССР. В период боёв на плацдарме на западном берегу с 3 по 10 октября артиллеристы Кащеева нанесли немецким войскам большие потери в боевой технике и живой силе.
Указом Президиума Верховного Совета СССР от 17 октября 1943 года за «образцовое выполнение боевых заданий командования на фронте борьбы с немецкими захватчиками и проявленные при этом мужество и героизм» гвардии старший лейтенант Михаил Кащеев был удостоен высокого звания Героя Советского Союза с вручением ордена Ленина и медали «Золотая Звезда» за номером 1898.
В дальнейшем Кащеев участвовал в освобождении Западной Украины, Польши, боях в Германии. После окончания войны он продолжил службу в Советской армии. В 1948 году он окончил Высшую офицерскую артиллерийскую школу, в 1956 году — Военную артиллерийскую командную академию. С июля 1960 года служил в РВСН. В ноябре 1973 года в звании полковника Кащеев был уволен в запас. Проживал в Минске, работал в штабе Гражданской обороны Белорусской ССР. Умер 31 декабря 1982 года, похоронен на Восточном кладбище Минска.
Был также награждён орденами Отечественной войны 1-й и 2-й степеней, тремя орденами Красной Звезды, рядом медалей.